# Saksonia (region winiarski)
Saksonia – najmniejszy region winiarski w Niemczech, położony w pobliżu północnej granicy upraw, wzdłuż Łaby pomiędzy Dreznem a Miśnią (z kilkoma wyjątkami).

## Charakterystyka
W 2007 winoroślą było obsadzonych 403 ha . Roczna produkcja wynosiła wtedy 25 460 hl, z czego 41,7% należało do kategorii Qualitätswein mit Prädikat . 

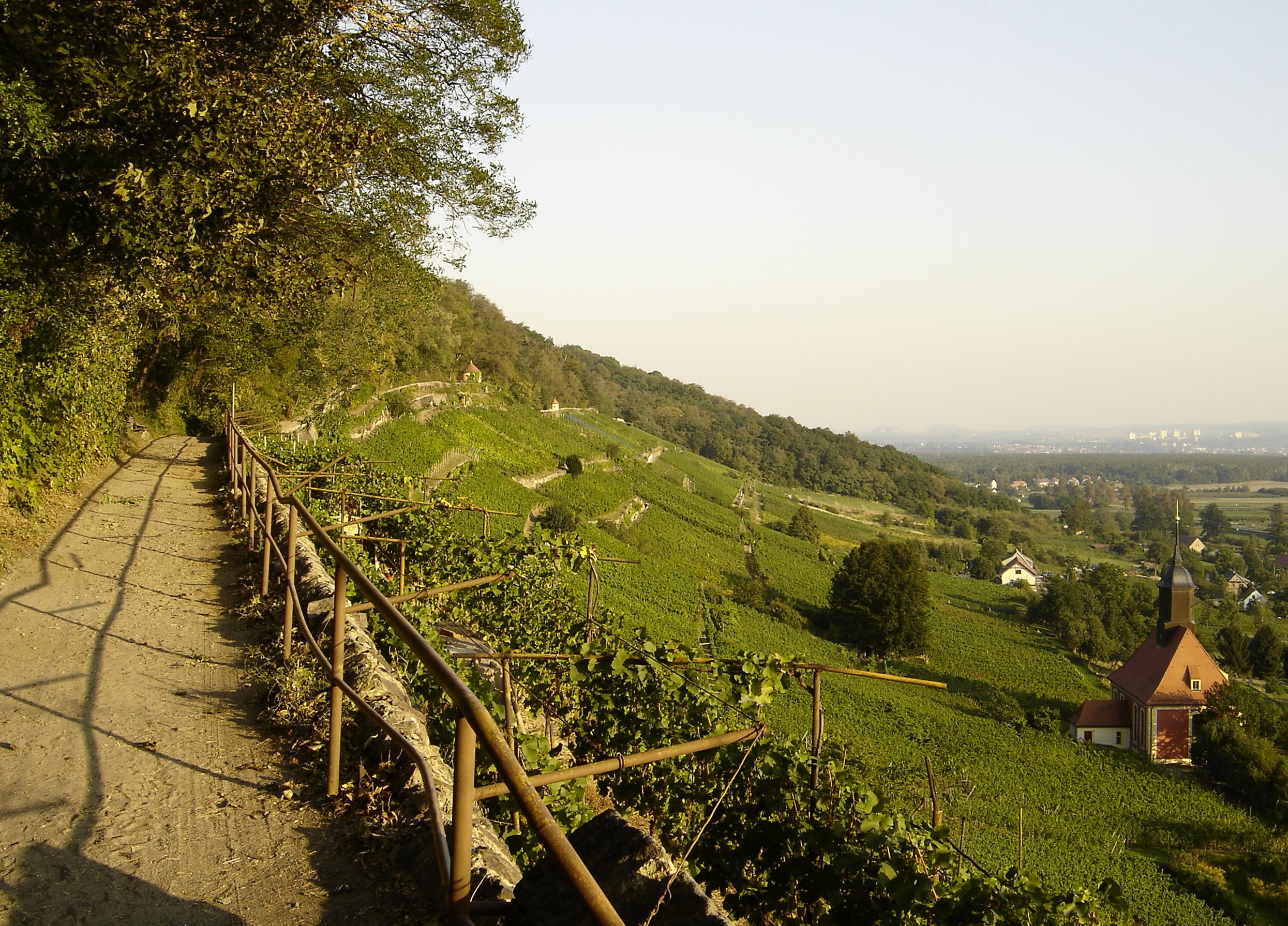
Widok na winnice ze szlaku pieszego w Pillnitz

Uprawy są rozdrobnione. Największym producentem wina jest spółdzielnia winiarska z Miśni, a jej dostawcy przeważnie uprawiają kilkuhektarowe winnice.
Najważniejsze odmiany winorośli to müller-thurgau (18,4%), a także riesling (15,2%), pinot blanc (weissburgunder), gewürztraminer i rülander (grauburgunder) . Odmiany czerwone zajmują 19% powierzchni winnic .
Mała ilość opadów sprzyja koncentracji win, zwłaszcza gdy zbiory są ograniczone.
Przeważają wina wytrawne, ale produkuje się także wina słodkie. Wina z Saksonii porównuje się z winami frankońskimi, od których odróżniają się jednak lekkością i silniejszym aromatem.
Znacząca część produkcji jest sprzedawana turystom zwiedzającym Saksonię oraz w miejscowych restauracjach.
Swoją winnicę posiada m.in. książę Georg zur Lippe, właściciel Schloss Proschwitz, z którego pochodzą nagradzane burgundy.

## Gleby i klimat
Przeważają gleby ilaste i lessowe, na skałach granitowych i pochodzenia wulkanicznego. Sezon wegetacyjny jest stosunkowo krótki. Klimat kontynentalny z ciepłym i słonecznym latem. Winnice są urządzane na południowych i południowo-wschodnich stokach. Poważnym zagrożeniem są przymrozki, które potrafią obniżyć plony nawet o 90%.

## Historia
Tradycja upraw jest potwierdzona w dokumencie z 1161. Niektóre z winnic były własnością królów saksońskich (np. w Pillnitz i Wachwitz).

## Podział regionu
Region jest podzielony administracyjnie na trzy strefy (Bereich):
- okręg Dresden[7]
  - Grosslage Elbhänge
  - Grosslage Lößnitz
- okręg Elstertal (Dolina Elstery)[7] - ograniczony do trzech miejscowości
- okręg Meißen[6][7]:
  - Grosslage Schloss-Weinberg
  - Grosslage Spaargebirge